# Florian Marku
Florian Marku, ps. Król Albanii, TNT (ur. 29 września 1992 w Lushnji) – albański bokser, kickbokser i zawodnik mieszanych sztuk walki wagi półśredniej.

## Życiorys i kariera
Swoje dzieciństwo spędził w Salonikach. Początkowo trenował piłkę nożną oraz pływanie, jednak w wieku 12 lat zainteresował się kickboxingiem. 
9 maja 2014 roku w ramach turnieju Steko’s Fight Night pokonał na punkty niemiecko-rosyjskiego zawodnika Siemiona Poskotina; Marku został przez World Kickboxing and Karate Union ogłoszony mistrzem świata.
9 października 2016 roku na turnieju Greek Fighting Championship 7 pokonał bośniackiego zawodnika Davora Maticia przez nokaut techniczny w pierwszej rundzie.
23 kwietnia 2017 roku Marku pokonał w MMA Challenge Pro 6 Czarnogórca Stefana Šuškavčevicia w pierwszej rundzie. 10 czerwca tegoż roku w jednym z odbywających się w Grecji turniejów pokonał w drugiej rundzie greckiego zawodnika Stamatisa Mpitakosa.
1 grudnia 2018 roku w Beste Event Halle w niemieckim Ulm pokonał w pierwszej rundzie serbskiego zawodnika Nikolę Janićijevicia przez nokaut techniczny.
23 marca 2019 roku pokonał w York Hall Słowaka Ivana Godora przez nokaut techniczny w drugiej rundzie. W tej samej hali dnia 27 kwietnia tegoż roku znokautował czeskiego zawodnika Jana Maršálka już w pierwszej rundzie. 13 lipca w O2 Arena Marku znokautował w czwartej rundzie brytyjskiego zawodnika Tommy’ego Broadbenta. 20 września w tej samej hali Marku wygrał na punkty z Czechem Miroslavem Serbanem. 13 grudnia wygrał na punkty toczący się w Ice Planet w Altrincham pojedynek z Brytyjczykiem Nathanem Bendonem.
10 listopada 2020 roku pokonał w londyńskim BT Sport Studio Brytyjczyka Mumę Mweembę w pierwszej rundzie przez nokaut techniczny. W tymże miesiącu Marku także podpisał kontrakt z promującą wydarzenia sportowe firmą Matchroom Boxing. 12 grudnia odbył zakończoną remisem walkę na Wembley Arena z Brytyjczykiem Jamie Stewartem.
20 lutego 2021 roku pokonał na Wembley Arena walkę z brytyjskim zawodnikiem Rylanem Charltonem przez nokaut techniczny w ósmej rundzie. 25 września tegoż roku zmierzył się w Tottenham Hotspur Stadium z ukraińskim zawodnikiem Maksymem Prodanem, wygrywając z nim pojedynek; dzięki temu Marku otrzymał międzynarodowy tytuł IBF w wadze półśredniej. 20 listopada wygrał w Wembley Arena na punkty z Francuzem Jorickiem Luisetto.
2 kwietnia 2022 roku Marku wygrał w Vertu Motors Arena w Newcastle upon Tyne z Brytyjczykiem Chrisem Jenkinsem przez nokaut techniczny w czwartej rundzie; dzięki temu Marku zachował swój tytuł. 25 sierpnia tegoż roku w Arena Kombëtare w Tiranie albański zawodnik pokonał Meksykanina Miguela Parrę Ramireza.
2 września 2023 roku wygrał w Manchester Arena pojedynek z Irlandczykiem Dylanem Moranem przez nokaut techniczny w pierwszej rundzie.

### Konflikty z prawem
W 2009 roku został współoskarżony o rozbój i następnie skazany na 15 lat pozbawienia wolności; podczas odbywania kary przeszedł na islam. Opuścił zakład karny po 18 miesiącach, następnie wyjechał do Austrii.
W 2011 roku został ponownie aresztowany, a kolejna rozprawa sądowa miała miejsce w 2014 roku; po 4,5 miesiącach aresztu w Austrii, następnie ekstradowany do Grecji, spędzając 13 miesięcy w zakładach karnych w Diawacie, Larisie i Grewenie; został ostatecznie zwolniony z więzienia w październiku 2015 roku.